# James Lucas Yeo
Sir James Lucas Yeo (Southampton, 7 de outubro de 1782 — 21 de agosto de 1818) foi um oficial da Marinha Real Britânica que serviu na Invasão da Guiana Francesa e na Guerra anglo-americana de 1812.
Entrou para a marinha como guarda-marinha com a idade de dez anos. Entrou em combate como tenente no mar Adriático, se distinguindo durante o cerco de Cesenatico em 1800. Participou em diversos combates navais, durante as Guerras Napoleónicas, seu sucesso levou a promoção a capitão com 25 anos de idade. 
Em 1810, foi sagrado cavaleiro por seus serviços durante a Invasão da Guiana Francesa, recebeu a Ordem do Banho.